# Старый ишув
Старый ишув (ивр. היישוב הישן‎ Хайишу́в хаяша́н) — собирательное название еврейского населения Эрец-Исраэль в период до начала первой алии в 1881 году.
Население старого ишува состояло из трёх основных групп: арабоязычные евреи (потомки евреев, живших в Эрец-Исраэль до разрушения Храма), сефарды (испанские и португальские евреи, осели в Эрец-Исраэль после изгнания из Испании в 1492 году) и ашкеназы (восточноевропейские евреи).
Большая часть старого ишува проживала в четырёх святых для евреев городах, это Иерусалим, Цфат, Тверия и Хеврон. Помимо этих городов, еврейские общины существовали в Яффо, Хайфе, Пкиине, Акко, Шхеме и до 1799 года в Газе. Город Петах-Тиква был основан в 1878 году, и его относят к старому ишуву. В 1882 году был основан город Ришон-ле-Цион, который и стал началом для нового ишува.

## История

### Ранние поселенцы
Еврейский учёный Маймонид путешествовал из Испании в Марокко и Египет, и после 1178 года он немного жил в Эрец-Исраэль, а затем вернулся в Египет и поселился там. В 1211 году из Англии и Франции в Эрец-Исраэль прибыла группа из 300 евреев-тосафистов. В новой стране они столкнулись с тяжелыми условиями, у них не было финансовой поддержки, и они не могли заработать себе на жизнь. Большая часть переселенцев была уничтожена крестоносцами, прибывшими на святую землю в 1219 году. Выжившим тосафистам разрешили поселиться в Акко, их потомки смешались с местным еврейским населением.
В 1260 году рабби Иехиэль из Парижа, глава Парижской иешивы, вместе с учениками переехал жить в Эрец-Исраэль. Рабби Иехиэль воссоздал свою иешиву в Акко, он умер в 1265 (по другим данным в 1286 году) и был похоронен неподалёку от города Хайфа, на горе Кармель.
В 1267 году галахический авторитет Моше бен Нахман (также известный как Рамба́н или Нахмани́д) поселился в Акко. В 1488 году раввин Овадья из Бертиноро прибыл в Иерусалим, где занялся восстановлением еврейской общины. Рабби Бертиноро взял на себя обязанность сбора пожертвований в Италии для поддержки неимущих.

### Изгнание из Испании
В 1492 году евреи были изгнаны из Испании, а в 1497 году произошло изгнание евреев из Португалии. Многие изгнанники оказались в Эрец-Исраэль.
В 1561 османский султан подарил политическому деятелю еврейского происхождения, Иосифу Наси, город Тивериаду (Тверию), чтобы создать там убежище для евреев. Наси начал реставрацию древнего города и пригласил евреев поселиться в нём. Действия Иосифа Наси вызвали волну возмущения у местных мусульман и христиан, и у религиозных евреев его идеи не вызвали энтузиазма. Откликнулись на воззвания Наси только марраны, крещенные испанские евреи, которых всячески притесняли в христианском обществе. Еврейский историк Рот Сесил пишет об этом:
Раввины, погруженные в свою казуистику, могли оказать лишь незначительное содействие; еще меньше можно было ожидать от мистиков, убежденных в том, что искупление можно приблизить только с помощью перестановок и комбинаций Божественного Имени, и даже от беглых марранов, вполне счастливых тем, что им удалось спасти собственные шкуры
К началу XVI века Цфат стал центром учения каббалы, в городе проживали многие известные раввины и учёные. Среди них были такие известные личности, как раввин Яков Берав, рабби Моше Кордоверо, рабби Йосеф Каро, рабби Аризаль. В то же время была небольшая община в Иерусалиме, во главе с раввином Леви ибн Хавивом. В 1620 году в Иерусалиме поселился видный раввин и каббалист Исаия Горовиц.

### Раввин Иехуда Хасид
В 1700 году группа ашкеназов, состоящая из более 1500 человек (по другой версии 1300 человек), отправилась в Эрец-Исраэль, чтобы поселиться в Иерусалиме. В то время в Старом городе Иерусалима жили в основном сефарды (около 1 000 человек), и небольшое количество ашкеназов, около 200 человек. Эти евреи откликнулись на призыв Иехуды Хасида, магида из города Седльце, Польша. Раввин пропагандировал возвращение в Эрец-Исраэль и возврат своей земли.
Треть евреев умерли от лишений и болезней во время долгого путешествия. После прибытия в Эрец-Исраэль путники отправились в Иерусалим. Спустя три дня по прибытии на Святую Землю раввин Иехуда Хасид скончался. На строительство синагоги евреям пришлось занять деньги у арабов. В 1721 году ашкеназских евреев обвинили в неуплате налогов. Арабы ворвались в синагогу и уничтожили её. После этого ашкеназам запретили селиться в Иерусалиме. Чтобы оставаться в городе, им пришлось одеваться как сефарды.

### Хасиды и перушим
В XVIII веке группы хасидов и перушим (последователей Виленского гаона) селились в Эрец-Исраэль. В 1764 году рабби Нахман из Городенки (один из ближайших учеников и последователей Баал Шем Това) поселился в Тверии. В 1777 году хасидские лидеры Менахем Мендель из Витебска и рабби Авраам из Калиша, ученики раввина Дов-Бера из Межерича, поселились в Тверии.
Миснагдим стали прибывать на Святую Землю в 1780 году. Большинство из них поселились в Цфате и Тверии, но некоторые поселились и в Иерусалиме, и восстановили синагогу учеников последователей Иехуды Хасида. Начиная с 1830 года, около двадцати учеников Хатама Софера поселились в Эрец-Исраэль, почти все из них в Иерусалиме.

### Землетрясение в Цфате
В 1837 произошло разрушительное землетрясение в Цфате, погибло около четырёх тысяч евреев. Выжившие переселились в другие города, большая часть в Хеврон и Иерусалим, который утвердился в качестве центра старого Ишува.

### От старого ишува к новому
Со второй половины XIX века ашкеназскую общину Палестины стали называть ишувом в противовес еврейским общинам других стран. После 1882 года, во время «Первой алии», возникло выражение «новый ишув», под которым подразумевалась часть еврейского населения, занятая коммерческой деятельностью и преимущественно светская по взглядам. «Новый ишув» противопоставлялся «старому ишуву», то есть той строго ортодоксальной части еврейского населения, которая жила в основном за счёт халукки (пожертвований).

## Экономика

### Халука
Многие евреи, прибывающие в Эрец-Исраэль, были уже пожилыми людьми и жили на свои личные сбережения. Другие евреи занимались только изучением Торы, и не работали. Чтобы помочь еврейскому населению страны, действовала еврейская система поддержки халука. Халука́ (ивр. חלקה‎) — это денежные пожертвования евреев диаспоры в пользу евреев, живущих в стране Израиля. Многие приезжавшие занимались изучением Торы, для каждой еврейской общины было честью быть представленной на Земле Обетованной, поэтому общины выделяли своим представителям специальные стипендии.

### Экспорт этрогов
Цитрон, а в еврейской традиции — этрог (ивр. אתרוג‎), является одним из атрибутов иудейского праздника Суккот. Экспорт этрогов из Эрец-Исраэль, был одним из источников доходов старого ишува. Этому предшествовала идея сионистской организации Ховевей Цион вернуться на землю предков и восстановить еврейское земледелие: до появления в Палестине сионистов этроги выращивали в основном арабы, а позже и евреи. Еврейский учёный и раввин Яков Сапир стал первым евреем-ашкенази, который начал торговать этрогами. Сам Сапир пишет об этом так:
Когда я пришел из города Цфата, да будет он отстроен, в святой город Иерусалим в 1835 г., вся торговля этрогами был в руках у сефардийской общины. Рабби, который заведовал фондом, посылал в месяц Ав двух евреев, родившихся в Израиле, для покупки этрогов. В те дни для евреев было достаточно 500
Также, по словам Сапира, торговля этрогами была монополизирована сефардской общиной ещё до 1835 года, у сефардов был контракт с арабами из города Умм-эль-Фахм, в основном тогда выращивался Балади (один из сортов этрога). В 40-е годы XVIII века сефарды способствовали внедрению в сельское хозяйство греческих цитронов, которые стали выращивать и в еврейских хозяйствах.
Особую роль в развитии производства этрогов сыграл раввин Хаим Эллизер Вакс, в 1876 году он купил три сада в селе Хиттин и посадил там несколько сотен этроговых деревьев. Позже хозяйство Вакса разрослось до 13 000 деревьев.

### Сельскохозяйственные поселения
Цели сионистского движения Ховевей Цион довольно сильно отличались от целей Старого ишува. Однако для всех них были важны религиозные традиции. У сионистов была дополнительная цель — сельскохозяйственная обработка земли.
Они покупали землю у османских властей и местных феллахов. Инициатором создания и руководителем организации был раввин Цви Гирш Калишер из Торуни, который выразил свои взгляды и любовь к Сиону в произведении «Дришат Цион».